# 舞動樂章
《舞動樂章》（英語：Bravetown）是一部2015年的美國獨立歌舞電影，由Daniel Duran第一次執導，Oscar Orlando Torres編劇。主演是盧卡斯·提爾、佐舒·杜咸米爾和Kherington Payne。本片於2015年5月8日由Entertainment One負責有限上映和進行網絡點播。

## 演員
- 盧卡斯·提爾 飾 Josh Harvest
- Kherington Payne（英语：Kherington Payne） 飾 Mary Johnson
- 佐舒·杜咸米爾 飾 Alexander Weller
- Jae Head（英语：Jae Head） 飾 Tony
- Sharlene Taulé（英语：Sharlene Taulé） 飾 Angie
- 湯姆·埃弗瑞特·斯科特 飾 Jim
- 瑪麗亞·貝羅 飾 Martha
- 蘿拉·鄧恩 飾 Annie

## 外部連結
- 互联网电影数据库（IMDb）上《舞動樂章》的资料（英文）
- 爛番茄上《舞動樂章》的資料（英文）